# Pionus fuscus
El loro crepuscular (Pionus fuscus) es una especie de ave de la familia de los loros presente en buena parte de Venezuela, Brasil, las Guayanas y Colombia.